# Conle
 (signalé en juin 2025).
Si vous disposez d'ouvrages ou d'articles de référence ou si vous connaissez des sites web de qualité traitant du thème abordé ici, merci de compléter l'article en donnant les références utiles à sa vérifiabilité et en les liant à la section « Notes et références ».
- Archive Wikiwix
- Bing
- Cairn
- DuckDuckGo
- E. Universalis
- Gallica
- Google
- G. Books
- G. News
- G. Scholar
- Persée
- Qwant
- (zh) Baidu
- (ru) Yandex
- (wd) trouver des œuvres sur Wikidata

Conle (ou Condle) apparaît dans le récit « Echtra Conle » (Les Aventures de Conle). Dans la mythologie celtique irlandaise, il est représentatif de ces héros qui se rendent dans le Sidh, l’Autre Monde, sur invitation d'une Bansidh. Le Sidh est le séjour des dieux des Tuatha Dé Danann.
Conle, surnommé « le Beau » ou « le Rouge », est le fils du roi d’Irlande Conn Cetchathach, le guerrier « aux Cent Batailles ». Alors qu’il se promène avec son père sur la colline d’Uisnech, il rencontre une femme magnifique, qui lui déclare son amour, et lui demande de la suivre dans un pays merveilleux, où règne la félicité.
Son père a entendu les propos de la jeune femme sans la voir, il demande au druide Corann d’user de sa magie, pour le retenir. Le druide prononce des incantations qui couvrent la voix de la Bansidh ; elle doit partir, mais offre une pomme (symbole du Savoir et de la Magie) à Conle, dont il se nourrit exclusivement pendant un mois, sans qu’elle change d’aspect. La femme revient, et cette fois, Conle part avec elle dans une barque de cristal. La magie des Bansidh est plus puissante que celle des druides en matière d'amour.
Ce genre de voyage vers le sidh, est réservé aux guerriers choisis par ces femmes. Les séjours dans l’Autre Monde sont généralement fatals car le temps n'y est pas le même. Croyant y passer quelques heures ou quelques jours, on y reste des siècles. Le retour dans le monde des humains est désormais impossible.